# Hrabiowie Roussillon
Hrabiowie Roussillon (hiszp. Rosellón): 
Mianowani przez władców frankijskich:
- Gaucelm (812-832)
- Berenguer z Tuluzy (832-835), hrabia Barcelony
- Bernard z Septymanii (836-844), hrabia Barcelony
- Sunifred I (844-848), hrabia Barcelony
- Wilhelm (848-850), hrabia Barcelony
- Aleran (850-852), hrabia Barcelony
- Isembart (850-852), hrabia Barcelony
- Odalryk (852-858), hrabia Barcelony
- Humfryd (858-864), hrabia Barcelony
- Bernard z Gocji (865-878), hrabia Barcelony
- Miro Starszy (878-895)

Hrabiowie niezależni od Karolingów:
- Sunifred II (895-915), hrabia Ampurias
- Bencion (915-916), hrabia Ampurias
- Gausbert (915-931), hrabia Ampurias
- Gausfred I(Wilfred) (931-991), hrabia Ampurias
- Giselbert I (Guislabert) (991-1014)
- Gausfred II (1014–1074)
- Giselbert II (1074–1102)
- Girard I (Guinard) (1102–1113)
- Gausfred III (1113–1164)
- Girard II (1164–1172)

Hrabstwo włączone do Królestwa Aragonii (1172)
- Sancho Prowansalski (1185–1213), hrabia Cerdanyi
- Nuño Sanchez (1213–1242), hrabia Cerdanya
- włączone do Królestwa Majorki (1242)